# 磐崎村
磐崎村（いわさきむら）は福島県南東部、石城郡に属していた村。現在のいわき市中南部（常磐地区）、常磐線湯本駅南方・西方一帯、藤原川中・上流域にあたる。江戸時代には湯長谷藩が置かれた。

## 地理
- 山：湯ノ岳
- 河川：藤原川、湯本川、湯長谷川

## 歴史
- 1889年（明治22年）4月1日 - 町村制の施行により、磐前郡水野谷村、関船村、下船尾村、下湯長谷村、上湯長谷村、藤原村、馬玉村、長孫村、白鳥村、西郷村、岩ヶ岡村の区域より発足。
- 1896年（明治29年）
  - 4月1日 - 所属郡が石城郡に変更。
  - 9月23日 - 大字関船・水野谷を湯本村（後の湯本町）に編入。
- 1954年（昭和29年）3月31日 - 湯本町に編入（同日改称・市制施行して常磐市となる）[1]。同日磐崎村廃止。

## 交通

### 鉄道路線
村域を日本国有鉄道常磐線が通過したが、駅は所在しなかった。最寄り駅は湯本駅。

### 道路
- 国道6号

現在は旧村域に常磐自動車道いわき湯本インターチェンジ、湯ノ岳パーキングエリア（下り線）が所在するが、当時は未開通。